# Люхов-Данненберг (район)
Люхов-Данненберг (нім. Lüchow-Dannenberg) — район у Німеччині, у складі федеральної землі Нижня Саксонія. Адміністративний центр — місто Люхов.

## Населення
Населення району становить 48 472 осіб (станом на 31 грудня 2021).

## Адміністративний поділ
Район складається з 27 міст і громад (нім. Einheitsgemeinden), об'єднаних у три об'єднання громад (нім. Samtgemeinden).
Дані про населення наведені станом на 31 грудня 2021. Зірочками (*) позначені центри об'єднань громад.
| - 1. Ельбталауе (20873) 1. Герде (585) 2. Гітцакер (місто) (5020) 3. Гусборн (1233) 4. Дамнац (308) 5. Данненберг (місто) * (8106) 6. Карвіц (751) 7. Лангендорф (694) 8. Ной-Дархау (1481) 9. Цернін (1616) 10. Ямельн (1079) - 2. Гартов (3644) 1. Гартов * (1477) 2. Гебек (631) 3. Горлебен (599) 4. Прецелле (420) 5. Шнакенбург (місто) (517) | - 3. Люхов (23955) 1. Берген-ан-дер-Думме (1388) 2. Ваддевайц (888) 3. Вольтерсдорф (884) 4. Вустров (місто) (2772) 5. Кленце (2251) 6. Кюстен (1342) 7. Лемгов (1396) 8. Лукау (548) 9. Люббов (800) 10. Люхов (місто) * (9407) 11. Требель (980) 12. Шнега (1299) |